# Valul belgian de OZN-uri

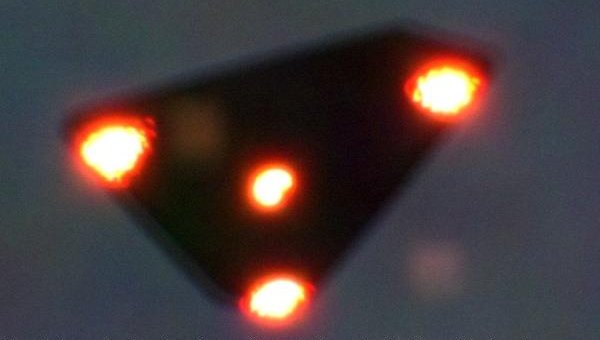
Un presupus triunghi negru, 15 iunie 1990, Valonia, Belgia. S-a pretins că a fost fotografiat în timpul valului de OZN-uri, deși a apărut treisprezece ani mai târziu.

Valul belgian de OZN-uri se referă la o serie de apariții de OZN-uri triunghiulare în Belgia, în perioada 29 noiembrie 1989 - aprilie 1990. 

## Observațiile
Valul belgian de OZN-uri a început cu evenimentele din noaptea de 30/31 martie 1990. În această noapte mai multe obiecte necunoscute au fost urmărite pe radar, fotografiate, și au fost reperate de aproximativ 13.500 de oameni - dintre care 2600 au depus declarații scrise care descriu în detaliu ceea ce au văzut. În urma incidentului forțele aeriene belgiene au realizat un raport care detaliază evenimentele din acea noapte.

## Fotografia
În aprilie 1990, o fotografie a unui obiect triunghiular cu trei lumini vizibile la fiecare colț a fost realizată de către Patrick M. Unii oameni susțin că este o imagine importantă a unui OZN. Alții sunt mai sceptici, afirmând că fotografia este o farsă.

## Explicațiile scepticilor

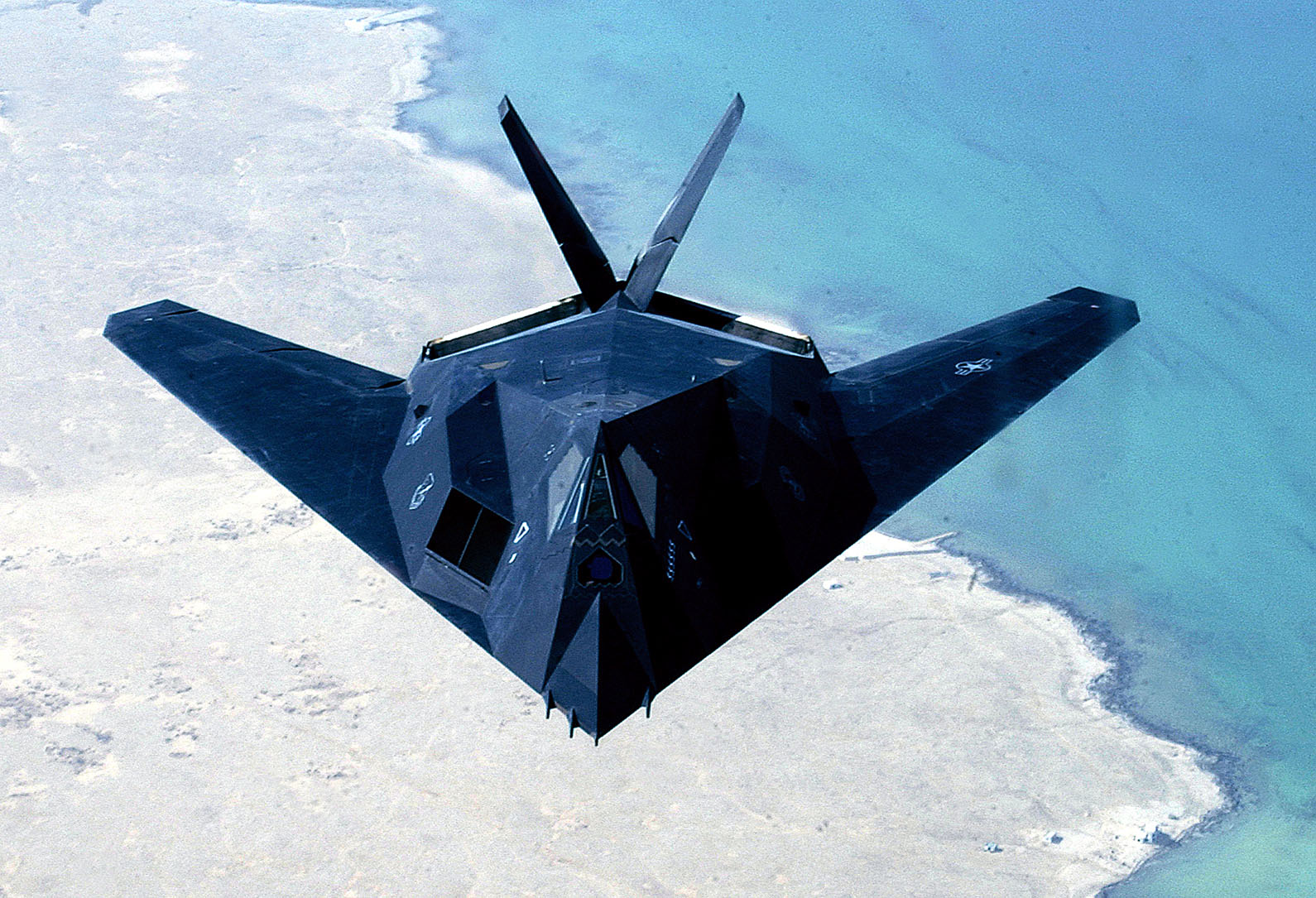
Un F-117, una din explicațiile pentru valul belgian de OZN-uri

În The Belgian UFO Wave of 1989-1992 - A Neglected Hypothesis (Valul belgian de OZN-uri din 1989-1992 - o ipoteză neglijată), Leclet Renaud & co. discută despre faptul că unele apariții pot fi explicate prin zborul unor elicoptere. Cei mai mulți martori au raportat că obiectele au fost silențioase. Acest raport arată că lipsa de zgomot ar putea fi din cauza zgomotului produs de motoarele automobilelor martorilor sau din cauză că vânturi puternice naturale suflă spre martori, combinate cu curenții de aer produși în timpul conducerii automobilelor.

## Cărți
- UFOs above Belgium (OZN-uri deasupra Belgiei) este o lucrare scrisă de John van Waterschoot, matematician, economist și profesor la Universitatea din Leuven. Publicată de Lannoo.
- Vague OVNI sur la Belgique (Val de OZN-uri deasupra Belgiei), scrisă de către fosta organizație SOBEPS.